# Кёнигсбергская операция
«Кёнигсбе́ргская опера́ция», или Штурм Кёнигсберга, или Операция «Земланд» — военная операция Земландской группы советских войск, проведённая во время Великой Отечественной войны с 6 по 9 апреля 1945 года с целью ликвидации кёнигсбергской группировки вермахта и захвата города-крепости Кёнигсберг. Часть Восточно-Прусской операции 1945 года.
В ходе штурма советские войска овладели главной крепостью Восточной Пруссии городом Кёнигсберг. 

## Кёнигсбергский укреплённый район
Задолго до начала Второй мировой войны (1939—1945) и в ходе её немецкий город Кёнигсберг был превращён в один из мощных укреплённых районов Восточной Пруссии, а к концу Великой Отечественной войны (1941—1945) являлся основным опорным пунктом обороны войск гитлеровской Германии на Земландском полуострове.
За несколько лет до войны крепость была модернизирована и до предела оснащена мощной боевой техникой. Многочисленные форты с крепостной артиллерией (17 на внешнем кольце, до 10 ещё более прочных на последнем кольце обороны), сотни железобетонных дотов, связанные подземными ходами сообщения, противотанковые рвы и широко развитая сеть укреплений полевого типа прикрывали город со всех сторон. Кёнигсберг обороняла крупная группировка немецких войск, располагавшая большими запасами вооружения и боеприпасов. Общая численность, включая артиллерийские подразделения, городскую полицию и фольксштурм, составляла около 130 тысяч человек.
Германское командование приняло все возможные меры, чтобы подготовить город и крепость Кёнигсберг к длительному сопротивлению в условиях осады. В городе имелись многочисленные военные арсеналы и склады. Система обороны включала в себя внешний оборонительный обвод, который уже был преодолён советскими войсками, и три внутренних обвода. В центре города находилась цитадель.
В Кёнигсберге было создано три кольца обороны. Первое — в 6-8 километрах от центра города — состояло из траншей, противотанкового рва, проволочных заграждений и минных полей. На этом кольце располагалось 15 фортов (построенных к 1882 году) с гарнизонами в 150—200 человек, при 12-15 орудиях. Второе кольцо обороны проходило по окраинам города и состояло из каменных зданий, баррикад, огневых точек на перекрёстках и минных заграждений. Третье кольцо, в центре города, состояло из 9 бастионов, башен и равелинов (сооружённых в XVII веке и перестроенных в 1843—1873 годах).
Английская авиация в августе 1944 года дважды провела массированную бомбардировку города, полностью уничтожившую его центральную часть.

## План операции
Для операции по прорыву Кёнигсбергского укреплённого района были привлечены войска 3-го Белорусского фронта под командованием маршала Советского Союза А. М. Василевского. Для усиления фронта 24 февраля в его состав были включены также соединения расформированного 1-го Прибалтийского фронта генерала армии И. Х. Баграмяна, получившие название «Земландская группа войск». Силами советской авиации руководил главный маршал авиации А. А. Новиков.
Подготовка к штурму Кёнигсберга велась в течение марта под непосредственным руководством командования и штаба Земландской группы войск (командующий группой войск генерал армии И. Х. Баграмян). 8 марта Военный совет Земландской группы утвердил план операции по овладению крепостью, получившей условное наименование — операция «Земланд», заверенным также подписями члена Военного совета Земландской группы войск генерал-лейтенанта М. В. Рудакова и начальника штаба Земландской группы войск генерал-полковника В. В. Курасова.
Для окружения и уничтожения группировки противника советские войска должны были нанести по Кёнигсбергу удары по сходящимся направлениям одновременно с севера и с юга. Также планировался сковывающий удар по земландской группировке противника в Пиллау.
Для операции были привлечены четыре армии: 43-я армия под командованием генерал-лейтенанта А. П. Белобородова и 50-я армия под командованием генерал-лейтенанта Ф. П. Озерова блокировали Кёнигсберг с севера и востока, а 11-я гвардейская армия, которой командовал генерал-полковник К. Н. Галицкий, занимала рубеж южнее Кёнигсберга фронтом на север; 39-я армия под командованием генерал-лейтенанта И. И. Людникова находилась северо-западнее Кёнигсберга в готовности перерезать коммуникации гарнизона крепости и выйти к побережью залива Фришес-Хафф. Остальные армии фронта действовали на Земландском полуострове.
Относительно количества войск, привлечённых операции, в литературе есть различные данные: около 106 000 человек, около 130 000 человек, или даже 187 000 человек, а также около 5200 орудий и миномётов, 538 танков и САУ, 2400 самолётов.
Большую работу провёл штаб фронта во главе с генерал-полковником А. П. Покровским. На абсолютно точном макете города командиры всех степеней отработали шаг за шагом план штурма. Во всех корпусах и дивизиях, действовавших на направлениях главного удара, были созданы штурмовые отряды и группы, в которые входили различные рода войск. Войска тренировались в отбитых у врага дотах, рвах и траншеях, изучая тактику уличных боёв.
Перед началом операции, со 2 по 5 апреля 1945 года, советскими войсками была проведена длительная артподготовка. Артиллерия и авиация в течение четырёх дней разрушали долговременные оборонительные сооружения крепости. Авиация получила задачу поддерживать наземные войска при штурме крепости, а также парализовать работу Кёнигсбергской гавани и морского канала.

## Ход операции
Наступление войск Красной армии на Кёнигсберг началось утром 6 апреля 1945 года.
Для прорыва Кёнигсбергского укреплённого района вермахта и штурма города Кёнигсберга были созданы 26 штурмовых отрядов и 104 штурмовые группы — как из стрелковых частей, так и из инженерных войск (в составе десяти инженерно-сапёрных бригад, трёх штурмовых инженерно-сапёрных бригад, двух моторизованных инженерных бригад и одной понтонной бригады).
Кроме того, в штурме участвовали советские химические войска — 7 отдельных огнемётных батальонов, 3 батальона химической защиты, рота фугасных огнемётов и 5 отдельных рот ранцевых огнемётов. Кроме того, в составе штурмовых инженерно-сапёрных бригад резерва Верховного Главнокомандования в операции участвовали ещё три отдельных батальона ранцевых огнемётов. Эти подразделения были распределены по штурмовым отрядам и штурмовым группам. Во время штурма крепости их роль была огромной, не случайно по итогам операции почти все огнемётные батальоны и роты были удостоены орденов или почётных наименований «Кёнигсбергские»
Штурм Кёнигсберга начался в 9 часов утра мощной артподготовкой, затем, в 12 часов, под прикрытием огневого вала в наступление пошли пехота, танки и самоходные орудия. Согласно плану, основные силы обходили форты, которые блокировались стрелковыми батальонами или ротами при поддержке самоходных орудий, подавлявших вражеский огонь, сапёров, использовавших подрывные заряды, и огнемётчиков.
Большую роль в штурме города и крепости Кёнигсберг сыграли штурмовые отряды. Они состояли из стрелковых рот, нескольких артиллерийских орудий калибром от 45 до 122 мм, одного или двух танков или самоходных орудий, взвода станковых пулемётов, миномётного взвода, взвода сапёров и отделения огнемётчиков.
Немцы оказывали упорное сопротивление, однако к исходу дня советская 39-я армия вклинилась в оборону противника на несколько километров и перерезала железную дорогу Кёнигсберг — Пиллау. 43-я, 50-я и 11-я гвардейская армии прорвали первый оборонительный обвод. Спустя два дня советские войска захватили порт и железнодорожный узел города, промышленные объекты и отрезали гарнизон Кёнигсберга от земландской группировки немцев.
Гитлер отдал кёнигсбергскому гарнизону строжайший приказ — удерживать крепость до последнего солдата. Специальные отряды эсэсовцев и гестаповцев расстреливали на месте каждого немецкого солдата или офицера, который пытался самовольно оставить позиции или сдаться в плен.
8 апреля гитлеровским войскам было предложено сдаться. Они отказались и продолжили сопротивление. Некоторые части гарнизона попытались отступить на запад, но были перехвачены советской 43-й армией.

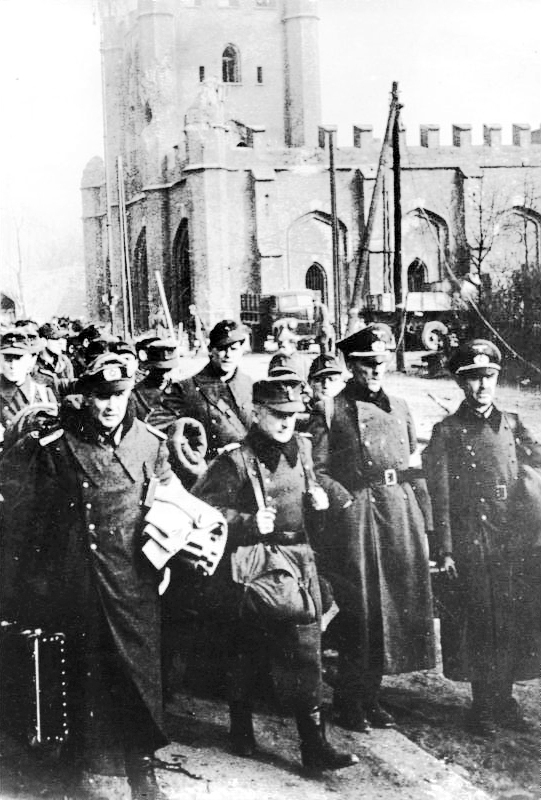
Пленные немецкие солдаты и офицеры у Королевских ворот Кёнигсберга. 12 апреля 1945 года.

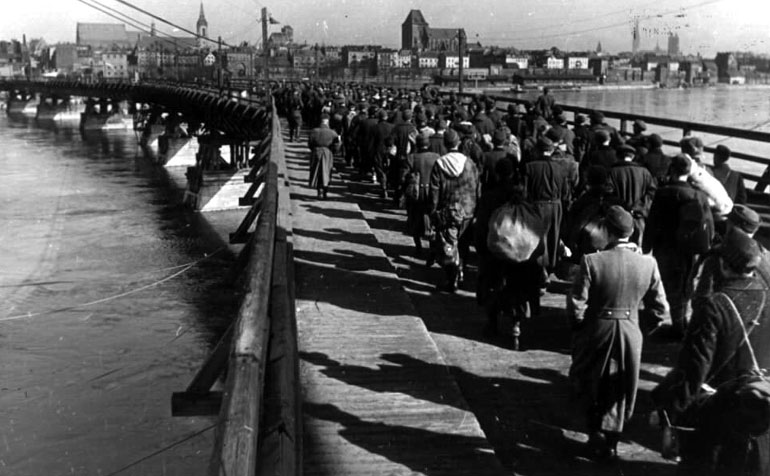
Немецкие военнопленные, захваченные при взятии Кёнигсберга. Апрель 1945 года.

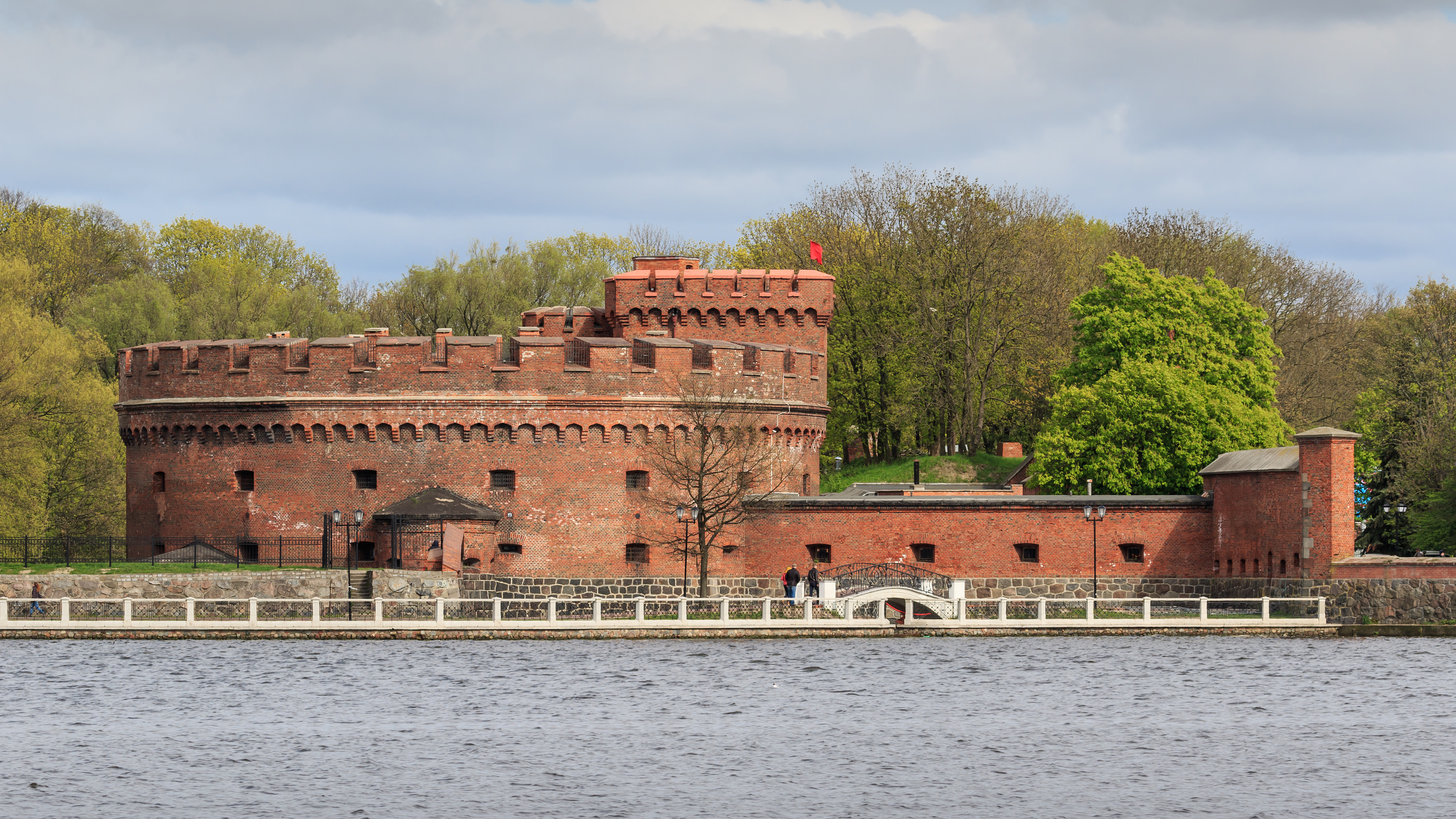
«Башня Дона» в бывшем Кёнигсберге (вид с тыла) — последний очаг немецкой обороны (ныне — «Музей янтаря» на площади Маршала Василевского в Калининграде). 8 мая 2017 года.

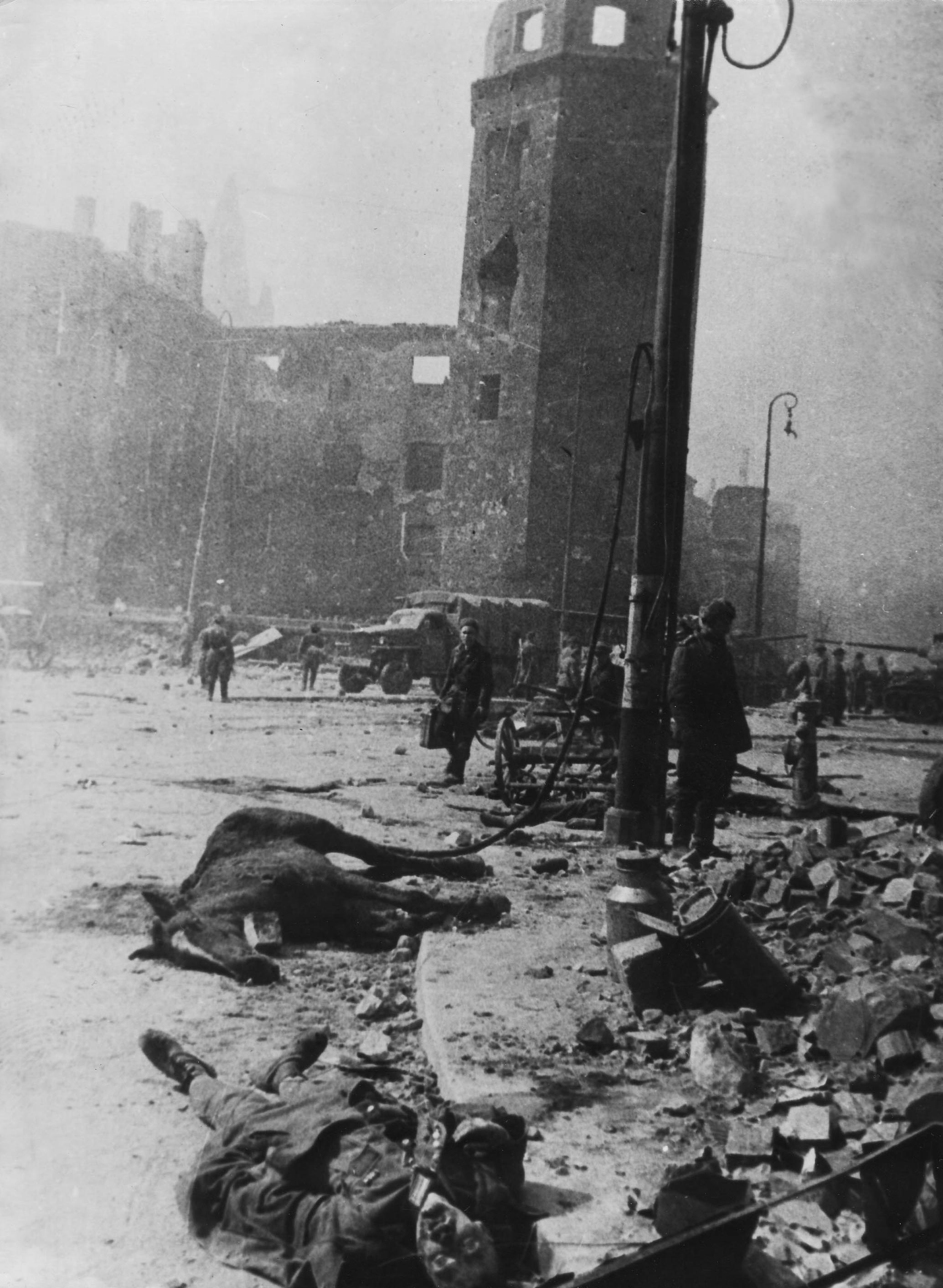
На улице Кёнигсберга после штурма. 10 апреля 1945 года. Фото Э. Евзерихин

После массированной бомбардировки и штурма крепости 11-й гвардейской армией, 9 апреля 1945 года немецкий гарнизон капитулировал по приказу коменданта города и крепости Кёнигсберг генерала от инфантерии Отто Ляша, подписавшего акт о капитуляции. За это Гитлер «в бессильной ярости» заочно приговорил Ляша к смертной казни.

«Войска 3-го Белорусского фронта после упорных уличных боёв завершили разгром Кёнигсбергской группы немецких войск и сегодня, 9 апреля, штурмом овладели крепостью и главным городом Восточной Пруссии Кёнигсберг — стратегически важным узлом обороны немцев на Балтийском море.
За день боёв к 20 часам войска фронта взяли в плен свыше 27 000 немецких солдат и офицеров, а также захватили большое количество вооружения и разного военного имущества.
Остатки Кёнигсбергского гарнизона во главе с комендантом крепости — генералом от инфантерии Ляш и его штабом сегодня, в 21 час 30 минут, прекратили сопротивление и сложили оружие.

… В боях за Кёнигсберг советские воины вписали ещё одну славную страницу в историю героической борьбы Красной Армии против немецко-фашистских захватчиков.»— От «Советского информбюро». Оперативная сводка за 9 апреля 1945 года.
Командующий войсками 3-го Белорусского фронта Маршал Советского Союза Александр Михайлович Василевский в своих воспоминаниях «Дело всей жизни» (Москва, «Политиздат», 1978 год) рассказал, какую оценку наступательной операции Красной армии дал на допросе в штабе фронта капитулировавший комендант города и крепости Кёнигсберг генерал Отто Ляш: 

«Солдаты и офицеры крепости в первые два дня держались стойко, но русские превосходили нас силами и брали верх. Они сумели скрытно сосредоточить такое количество артиллерии и самолётов, массированное применение которых разрушило укрепление крепости и деморализовало солдат и офицеров. Мы полностью потеряли управление войсками. Выходя из укрепления на улицу, чтобы связаться со штабами частей, мы не знали, куда идти, совершенно теряя ориентировку, настолько разрушенный и пылающий город изменил свой вид. Никак нельзя было предполагать, что такая крепость, как Кёнигсберг, столь быстро падёт. Русское командование хорошо разработало и прекрасно осуществило эту операцию. Под Кёнигсбергом мы потеряли всю 100-тысячную армию. Потеря Кёнигсберга — это утрата крупнейшей крепости и немецкого оплота на Востоке».— Отто Ляш, генерал от инфантерии, комендант города и крепости Кёнигсберг, 9 апреля 1945 года.
10 апреля были в основном ликвидированы последние очаги сопротивления немцев в Кёнигсберге. На «Башне Дона» было водружено Знамя Победы.

## Итоги и потери

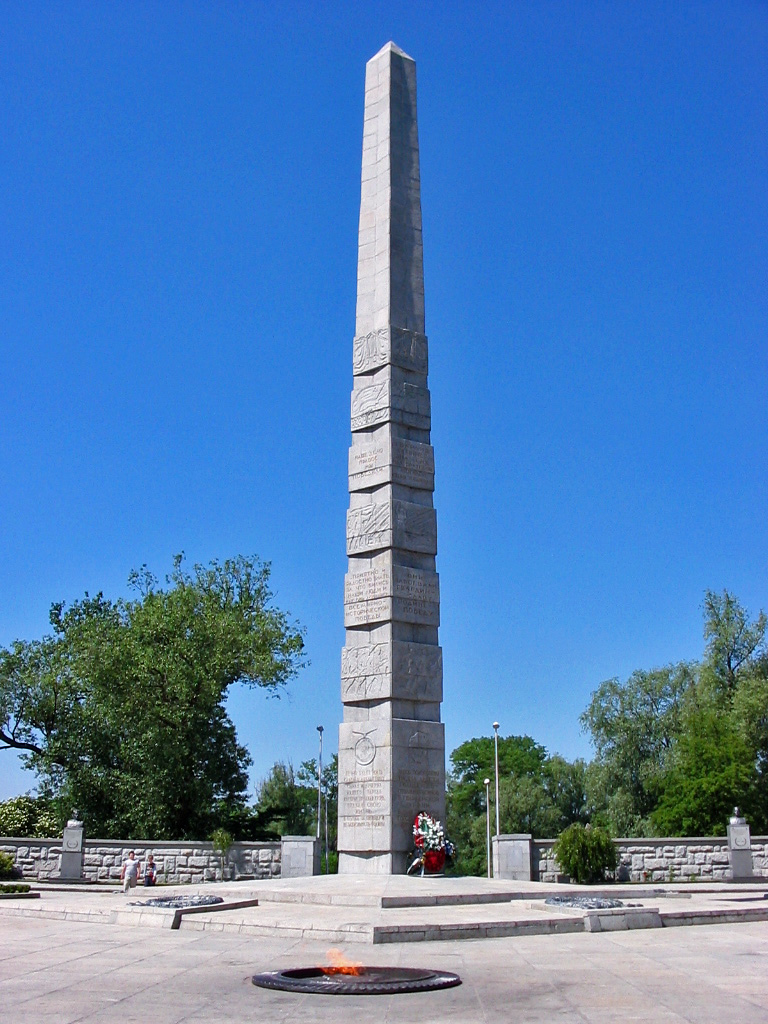
Братская могила 1200 воинов и памятник 1200 воинам 11-й Гвардейской армии, погибшим при штурме города и крепости Кёнигсберг
в апреле 1945 года в ходе Великой Отечественной войны (1941—1945). Калининград, Гвардейский проспект, 9 июня 2007 года.

Братская могила советских воинов, погибших при штурме города и крепости Кёнигсберг. Калининград, улица Комсомольская, 23 сентября 2015 года.

В результате Кёнигсбергской наступательной операции основные силы немецкой восточно-прусской группировки были разгромлены. Осталась только земландская группировка противника, которая была ликвидирована 25 апреля 1945 года.
По советским данным, в ходе операции войсками 3-го Белорусского фронта РККА в плен были взяты 93 853 военнослужащих противника, убиты около 42 000 немецких солдат и офицеров, захвачены более 2 тысяч орудий, 1 652 миномёта и 128 самолётов. По оценке доктора исторических наук Геннадия Кретинина, из общей массы пленных около 25-30 тысяч были гражданскими лицами, оказавшимися также в сборных пунктах военнопленных, где потом уже велось разбирательство кто гражданский, а кто военный. Поэтому историк приводит цифру в 70,5 тысячи пленных немецких военнослужащих, которая подтверждена документами и донесениями. Но при этом необходимо учитывать, что всё мужское население города и оказавшихся в нём беженцев от 17 до 60 лет было зачислено в фольксштурм и участвовало в боях, в большом количестве попадая в плен, где считались гражданскими лицами. После окончания боёв было собрано и захоронено 33 778 погибших немцев.
О потерях советских войск сведения в официальных источниках не опубликованы. По данным Геннадия Кудия, потери советских войск за четверо суток штурма составили: 6 апреля — 1 840 убитых и 6 830 раненых, 7 апреля — 2 660 убитых и 9 870 раненых, 8 апреля — 2 870 убитых и 10 630 раненых, 9 апреля — 1 860 убитых и 6 920 раненых. Итого за всю операцию: 9 230 убитых и 34 250 раненых. Эту же цифру приводит исследователь С. А. Гольчиков.
По оценке доктора исторических наук Геннадия Кретинина, с 1 по 10 апреля 1945 года потери войск 3-го Белорусского фронта, которые вели активные боевые действия в этот период только при штурме Кёнигсберга, составили 3 700 человек убитыми. Операция была подготовлена и проведена «не числом, а умением».
Победоносное завершение штурма Кёнигсберга было отмечено салютом высшей категории в Москве 9 апреля 1945 года: 

«Сегодня, 9 апреля, в 24 часа столица нашей Родины Москва от имени Родины салютует доблестным войскам 3-го Белорусского фронта, завершившим разгром кёнигсбергской группы немецких войск и овладевшим городом и крепостью Кёнигсберг, двадцатью четырьмя артиллерийскими залпами из трёхсот двадцати четырёх орудий.»— Из Приказа Верховного Главнокомандующего Маршала Советского Союза И. В. Сталина № 333 от 9 апреля 1945 года.
Позже, 9 июня 1945 года, Указом Президиума Верховного Совета СССР была учреждена медаль «За взятие Кёнигсберга», которой по состоянию на 1987 год награждены около 760 000 человек.
97 воинским соединениям и частям, наиболее отличившимся в боях за овладение городом и крепостью Кёнигсберг, присвоено почётное наименование «Кёнигсбергских».

«… Более двухсот воинов, участвовавших в штурме Кёнигсберга, стали Героями Советского Союза. Среди удостоенных этого высокого звания были: майор Н. И. Мамонов, командиры стрелковых дивизий И. Д. Бурмаков, Г. И. Карижский, М. А. Пронин, Г. Б. Петерс, П. Ф. Толстиков, Н. Г. Цыганов, Г. И. Чернов, командиры стрелковых корпусов С. С. Гурьев, М. Н. Завадовский, А. С. Ксенофонтов, А. И. Лопатин, командир танкового корпуса В. В. Бутков, командармы К. Н. Галицкий и Н. Ф. Папивин, командующий артиллерией 11-й гвардейской армии генерал-лейтенант П. С. Семёнов, генерал-полковники артиллерии Н. М. Хлебников и М. М. Барсуков. Командармы А. П. Белобородов, Т. Т. Хрюкин и лётчик Головачёв стали дважды Героями Советского Союза, а А. М. Василевский был награждён вторым орденом „Победа“».— Баграмян И. Х., Герой Советского Союза, Маршал Советского Союза («Так шли мы к победе». — М.: «Воениздат», 1977. — С. 574).
Имена воинов, участвовавших в штурме Кёнигсберга и городов и крепостей Восточной Пруссии, присвоены улицам, проспектам, набережным Калининграда и населённым пунктам области.

## Разрушения
Город Кёнигсберг существенно пострадал во время боёв.
Значительные разрушения начались в конце августа 1944 года. В ночь с 26 на 27 августа Королевские военно-воздушные силы Великобритании совершили интенсивный налёт на Кёнигсберг, в котором участвовало 174 самолёта. Пострадали, в основном, военные объекты, число жертв составило примерно 1 000 человек, около 10 000 человек остались без крова, повреждено было примерно 5 % зданий. В ночь с 29 на 30 августа в налёте участвовали около 189 бомбардировщиков английской авиации. В противоположность первому налёту, объектом нападения явилась исключительно внутренняя часть города и его густонаселённые городские кварталы. Использовались новые зажигательные бомбы, вызвавшие повсеместно пожары. Число убитых составило почти 2 400 человек, остались без крова 150 000 человек, было разрушено и сожжено до 48 % зданий. 8 % повреждённых зданий было восстановлено в течение шести последующих месяцев. 
Таким образом, послевоенную разруху в городе нельзя полностью относить к последствиям Кёнигсбергской операции, осуществлённой советскими войсками в начале апреля 1945 года.

## Память

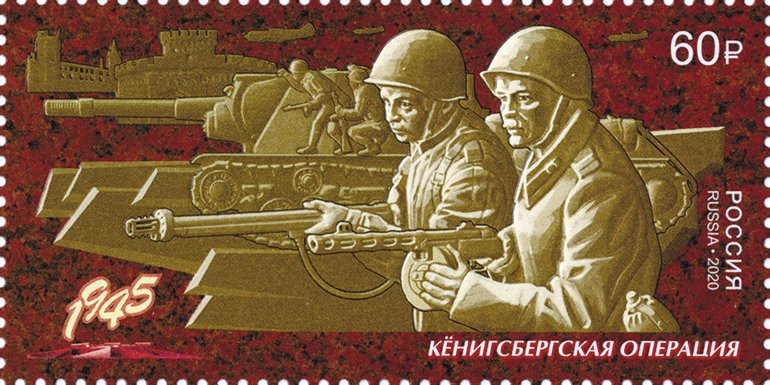
Барельеф с группой советских солдат во время Кёнигсбергской операции. Художник-дизайнер С. Ульяновский.Почтовая марка России 2020 года.

- В честь даты взятия Кёнигсберга в Калининграде названа одна из центральных улиц — улица 9 Апреля.
- 11 апреля 1995 года Банк России выпустил монету номиналом 3 рубля посвящённую 50-летию Победы в Великой Отечественной войне, Кёнигсберг.
- 6 апреля 2020 года в почтовое обращение вышла марка, посвящённая Кёнигсбергской операции. Тираж 119 тыс. экз. Дополнительно к выпуску почтовой марки изданы конверты первого дня и изготовлены штемпеля специального гашения для Москвы, Санкт-Петербурга и Калининграда